# 리명철

리명철(생년미상~)은 조선민주주의인민공화국의 정치인이며, 천도교청우당 중앙위원장 및 최고인민회의 상임위원회 위원이다.

## 생애
천도교청우당 중앙위원회 책임부원으로 천도교청우당에서 활동하였다. 2019년에는 천도교청우당 중앙위원회 부위원장으로 확인되었으며, 류미영이 사망하면서 천도교청우당 중앙위원장직을 수행하게 되었다. 이후 단군릉에서 개천절을 기념하는 등 행보를 이어가고 있다.